# Glina (rijeka)
Rijeka Glina teče kroz Hrvatsku, a malim dijelom i granicom Hrvatske i BiH. Izvire na prostoru općine Slunj te teče prema sjeveroistoku kroz Topusko i grad Glinu, gdje se nakon dvadesetak kilometara sjeverno od grada Gline ulijeva u Kupu.
Glina ima znatan vodeni potencijal, osobito nakon ulijevanja rječice Maje nizvodno od grada Gline.

## Vanjske poveznice
|  | Zajednički poslužitelj ima još gradiva o temi Glina (rijeka) |